# Donovan Sebrango
Donovan Sebrango, född 12 januari 2002, är en kanadensisk professionell ishockeyback som är kontrakterad till Ottawa Senators i National Hockey League (NHL) och spelar för Belleville Senators i American Hockey League (AHL).
Han har tidigare spelat för Grand Rapids Griffins i AHL; Toledo Walleye och Allen Americans i ECHL samt Kitchener Rangers i Ontario Hockey League (OHL).
Sebrango draftades av Detroit Red Wings i tredje rundan i 2020 års draft som 63:e spelare totalt.

## Statistik
| 2015–2016  | CIHA Voyageurs U15    |            | 29  | 4  | 7  | 11  | 14  | —  | —  | —  | —  | —  |
| 2016–2017  | CIHA Voyageurs U15    |            | 30  | 4  | 25 | 29  | 56  | —  | —  | —  | —  | —  |
|            | CIHA White U18        |            | 9   | 0  | 3  | 3   | 4   | 6  | 0  | 3  | 3  | 0  |
| 2017–2018  | CIHA White U18        |            | 30  | 5  | 20 | 25  | 20  | 6  | 3  | 2  | 5  | 4  |
|            | Ottawa Jr. Senators   | CCHL       | 4   | 0  | 0  | 0   | 0   | —  | —  | —  | —  | —  |
| 2018–2019  | Kitchener Rangers     | OHL        | 62  | 7  | 19 | 26  | 54  | 4  | 0  | 0  | 0  | 2  |
| 2019–2020  | Kitchener Rangers     | OHL        | 56  | 6  | 24 | 30  | 33  | —  | —  | —  | —  | —  |
| 2020–2021  | HK Levice             | 2. SHL     | 5   | 1  | 2  | 3   | 50  | —  | —  | —  | —  | —  |
|            | Grand Rapids Griffins | AHL        | 31  | 0  | 4  | 4   | 18  | —  | —  | —  | —  | —  |
| 2021–2022  | Grand Rapids Griffins | AHL        | 65  | 1  | 6  | 7   | 23  | —  | —  | —  | —  | —  |
| 2022–2023  | Grand Rapids Griffins | AHL        | 39  | 4  | 3  | 7   | 19  | —  | —  | —  | —  | —  |
|            | Toledo Walleye        | ECHL       | 23  | 1  | 11 | 12  | 6   | 13 | 1  | 1  | 2  | 12 |
| 2023–2024  | Belleville Senators   | AHL        | 35  | 0  | 7  | 7   | 65  | 7  | 2  | 1  | 3  | 12 |
|            | Allen Americans       | ECHL       | 4   | 1  | 1  | 2   | 0   | —  | —  | —  | —  | —  |
| 2024–2025  | Ottawa Senators       | NHL        | 1   | 0  | 0  | 0   | 0   | —  | —  | —  | —  | —  |
|            | Belleville Senators   | AHL        | 28  | 3  | 10 | 13  | 42  | —  | —  | —  | —  | —  |
| NHL totalt | NHL totalt            | NHL totalt | 1   | 0  | 0  | 0   | 0   | —  | —  | —  | —  | —  |
| WHL totalt | WHL totalt            | WHL totalt | 187 | 69 | 65 | 134 | 144 | 32 | 16 | 22 | 38 | 15 |

### Internationellt
| Källa: Uppdaterad: 2025-01-17 | Källa: Uppdaterad: 2025-01-17 | Källa: Uppdaterad: 2025-01-17 |         | Utv = Utvisningsminuter | Utv = Utvisningsminuter | Utv = Utvisningsminuter | Utv = Utvisningsminuter | Utv = Utvisningsminuter |
| År                            | Lag                           | Mästerskap                    | Matcher | Mål                     | Assists                 | Poäng                   | Utv                     |                         |
| ----------------------------- | ----------------------------- | ----------------------------- | ------- | ----------------------- | ----------------------- | ----------------------- | ----------------------- | ----------------------- |
| 2022                          | Kanada                        | JVM                           | 7       | 0                       | 2                       | 2                       | 2                       |                         |
| Junior totalt                 | Junior totalt                 | Junior totalt                 | 7       | 0                       | 2                       | 2                       | 2                       |                         |